# Baratagi, Bijapur
Baratagi là một làng thuộc tehsil Bijapur, huyện Bijapur, bang Karnataka, Ấn Độ.